# Schwarza (rivière autrichienne)
La Schwarza est une rivière autrichienne d'une longueur de 78 km qui coule dans le land de la Basse-Autriche. Elle est un affluent de la Leitha qu'elle créé en confluant avec la Pitten.